# 15. listopad
15. listopad je 319. den roku podle gregoriánského kalendáře (320. v přestupném roce). Do konce roku zbývá 46 dní.

## Události

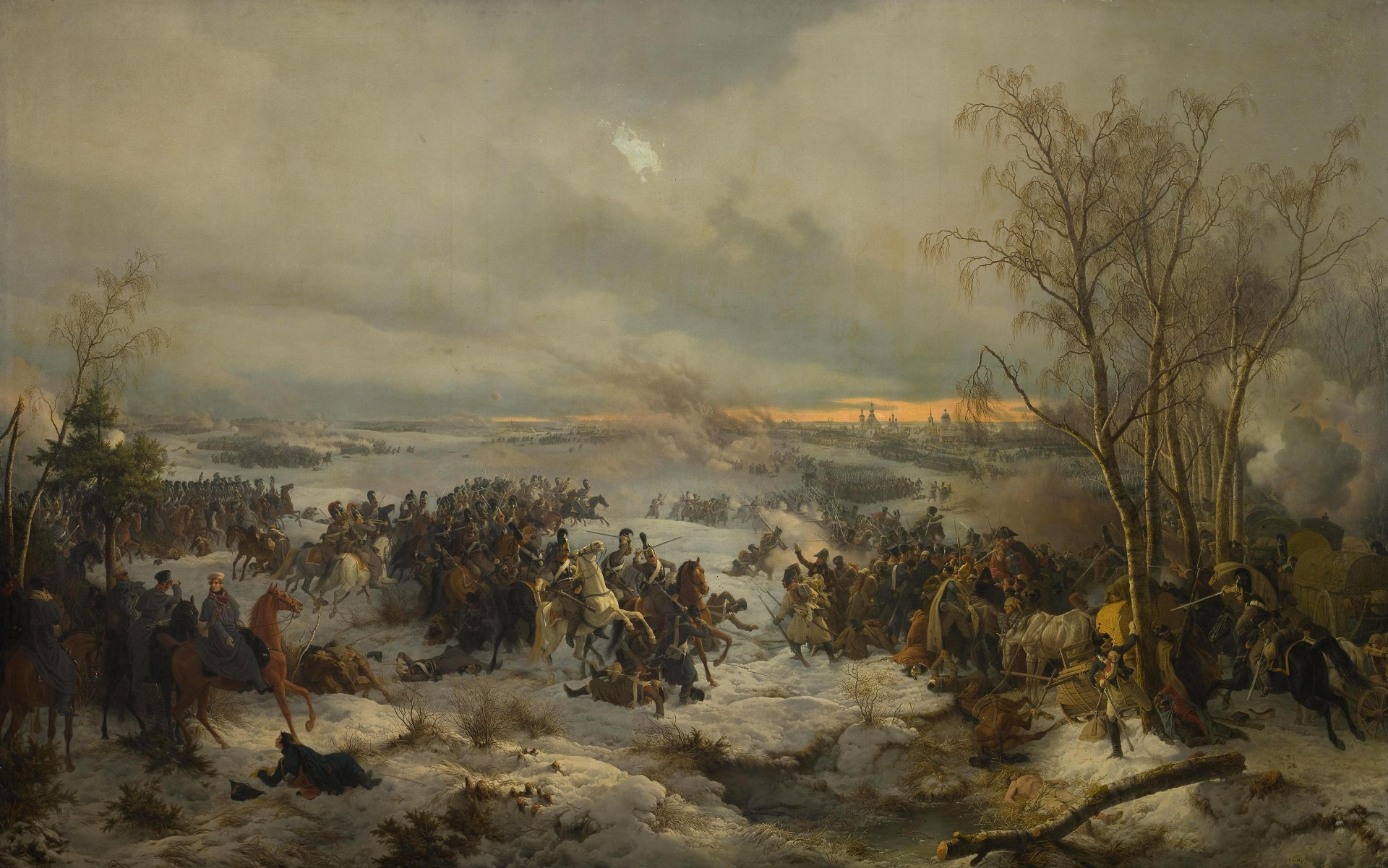
Bitva u Krasného (15.–18. listopadu 1812)

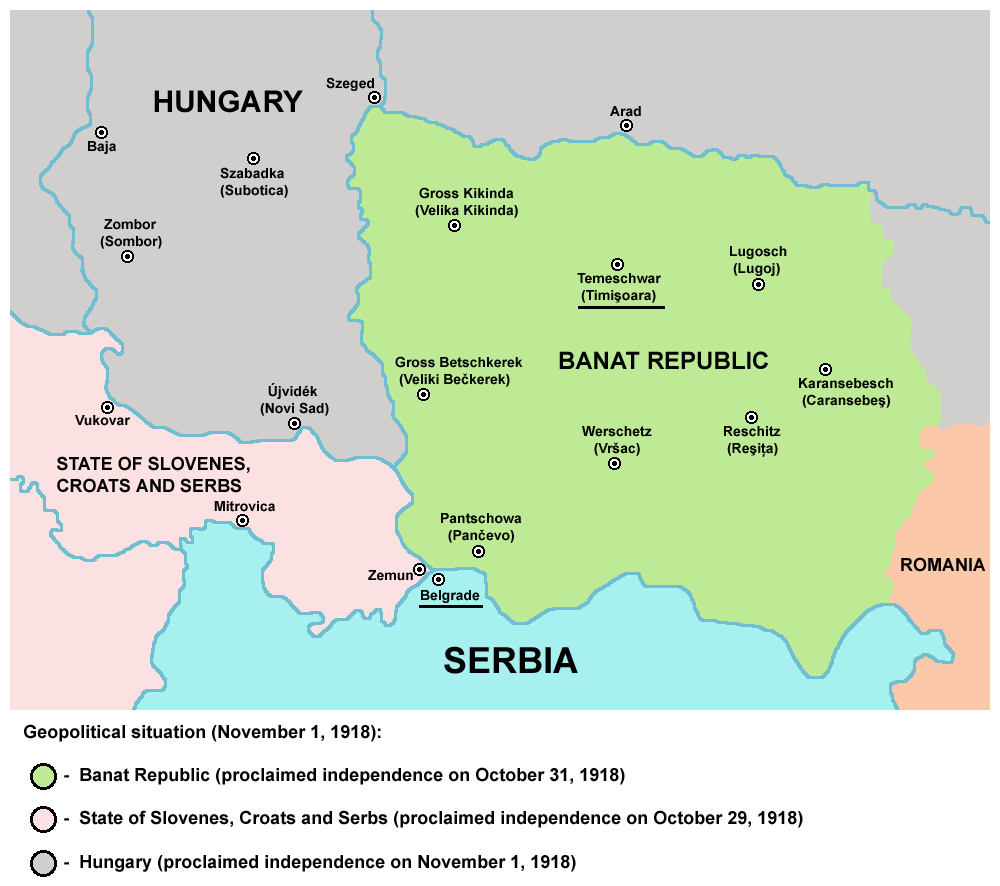
Banátská republika (1.–15. listopadu 1918)

### Česko
- 1278 – Tobiáš z Bechyně jmenován pražským biskupem po smrti Jana III. Z Dražic
- 1631 – Saská vojska bez boje obsadila Prahu. S nimi se vrátili i někteří čeští exulanti a ujímali se zpět svých majetků.
- 1747 – V Brně na ulici Polní (tehdy Feldgasse) byla založena Nemocnice Milosrdných bratří. Zasloužil se o to hrabě Jan Leopold z Ditrichštejna.
- 1763 – Stejnojmenný otec kantora a skladatele Jakuba Jany Ryby se oženil s Rozalií Karníkovou, dcerou učitele Jana Karníka.
- 1903 – Světová premiéra opery Eugena d'Alberta Nížina se uskutečnila v Praze v Německém divadle.
- 1906 – Jan Janský přednesl v Praze na schůzi Spolku lékařů českých o svém objevu čtyř krevních skupin
- 1910 – Jiří Mahen nastoupil do redakce Lidových novin
- 1925 – V Československu proběhly parlamentní volby. Největší počet hlasů do 300členné Sněmovny získali agrárníci (13,7 %), hned za nimi se umístili komunisté (13,1 %).
- 1938 – Ministerstvo veřejných prací Československa, oddělení Velitelství stavby dálkových silnic, zasílá na Ministerstvo národní obrany Československa oficiální návrh slova „dálnice“ jako označení pro dálkové silnice; autorem nového označení je štábní kapitán VSDS Ing. Karel Chmel.
- 1939 – Uskutečnil se pohřeb Jana Opletala, jedné z obětí střelby do demonstrantů 28. října 1939.

- 1940 – Premiéra českého filmu Babička s Terezií Brzkovou. Režisérem filmu byl František Čáp
- 1961 – Zásadní sjezd KSČ v Praze o kultu osobnosti. Komunisté před sebou měli nesnadný úkol – vysvětlit celé společnosti, jak se odrazila politika kultu osobnosti v KSČ. Za hlavního viníka označili Klementa Gottwalda.
- 1975 – Otevřena obnovená Labská bouda.
- 1976 – AZNP Mladá Boleslav zahájily sériovou výrobu osobního automobilu Škoda 105/120.
- 1989 – Pohřeb významného básníka Jana Skácela v Brně za velké účasti lidí
- 1990 – Byla vyhlášena CHKO Litovelské Pomoraví.
- 1996 – Proběhlo první kolo voleb do nově zřízeného Senátu Parlamentu České republiky
- 2015 – České tenistky vyhrály Fed Cup počtvrté v pěti letech, když ve finále zdolaly Rusko.
- 2018
  - Novým primátorem hlavního města Prahy byl zvolen Zdeněk Hřib (Česká pirátská strana).
  - Do zkušebního provozu byl uveden Ejpovický tunel, toho času nejdelší železniční tunel v Česku.

### Svět
- 1315 – Bitva v průsmyku Morgarten, kdy spojené síly kantonů Uri, Schwyz a Unterwalden porazily šestkrát silnější vojsko Habsburků, potvrdila nezávislost Švýcarska na Rakousku.
- 1504 – Papež Julius II. založil první biskupství v Americe (bula Illius fulciti).
- 1533 – Španělský dobyvatel Francisco Pizarro vstoupil do peruánského Cuzca.
- 1812 – Začala Bitva u Krasného mezi ruskou a francouzskou armádou.
- 1884 – Kancléř Otto von Bismarck zahájil Berlínskou konferenci, na které byla dohodnuta koloniální území v Africe.
- 1904 – Americký obchodník King Camp Gillette získal patent č. US-775.134 na bezpečnostní holicí strojek s výměnnou čepelkou („žiletkou“), jehož licenční výroba se v následujících letech rozšířila prakticky po celém světě.
- 1918
  - Banátská republika rozdělena mezi Rumunsko a Království Srbů, Chorvatů a Slovinců.
  - Ustaveno Svobodné město Gdaňsk.
- 1942 – Druhá světová válka: námořní bitva u Guadalcanalu skončila vítězstvím Spojenců.
- 1955 – V Leningradě byl slavnostně otevřen první úsek metra, spojujícího všechna významná nádraží ve městě (pozdější „červená“ Kirovsko-Vyborská linka).
- 1966 – Program Gemini: Kabina Gemini 12 bezpečně přistála v Atlantském oceánu.
- 1969 – Jedna z největších demonstrací proti válce ve Vietnamu se konala ve Washingtonu. Protestovalo zde více než 500 000 Američanů.
- 1970 – Program Luna: Sonda Luna 17 s průzkumným vozidlem Lunochod 1 se dostala na oběžnou dráhu Měsíce, na kterém úspěšně přistála o dva dny později.
- 1983 – Založena Severokyperská turecká republika.
- 1988 – Program Eněrgija-Buran: První (a jediný) let sovětského raketoplánu Buran.
- 1990 – Program Space Shuttle: raketoplán Atlantis odstartoval na misi STS-38.
- 2006 – Arabská televizní stanice Al-Džazíra začala vysílat také v angličtině (Al Jazeera English).
- 2022 – Počet obyvatel Země dosáhl 8 miliard.

## Narození

### Česko

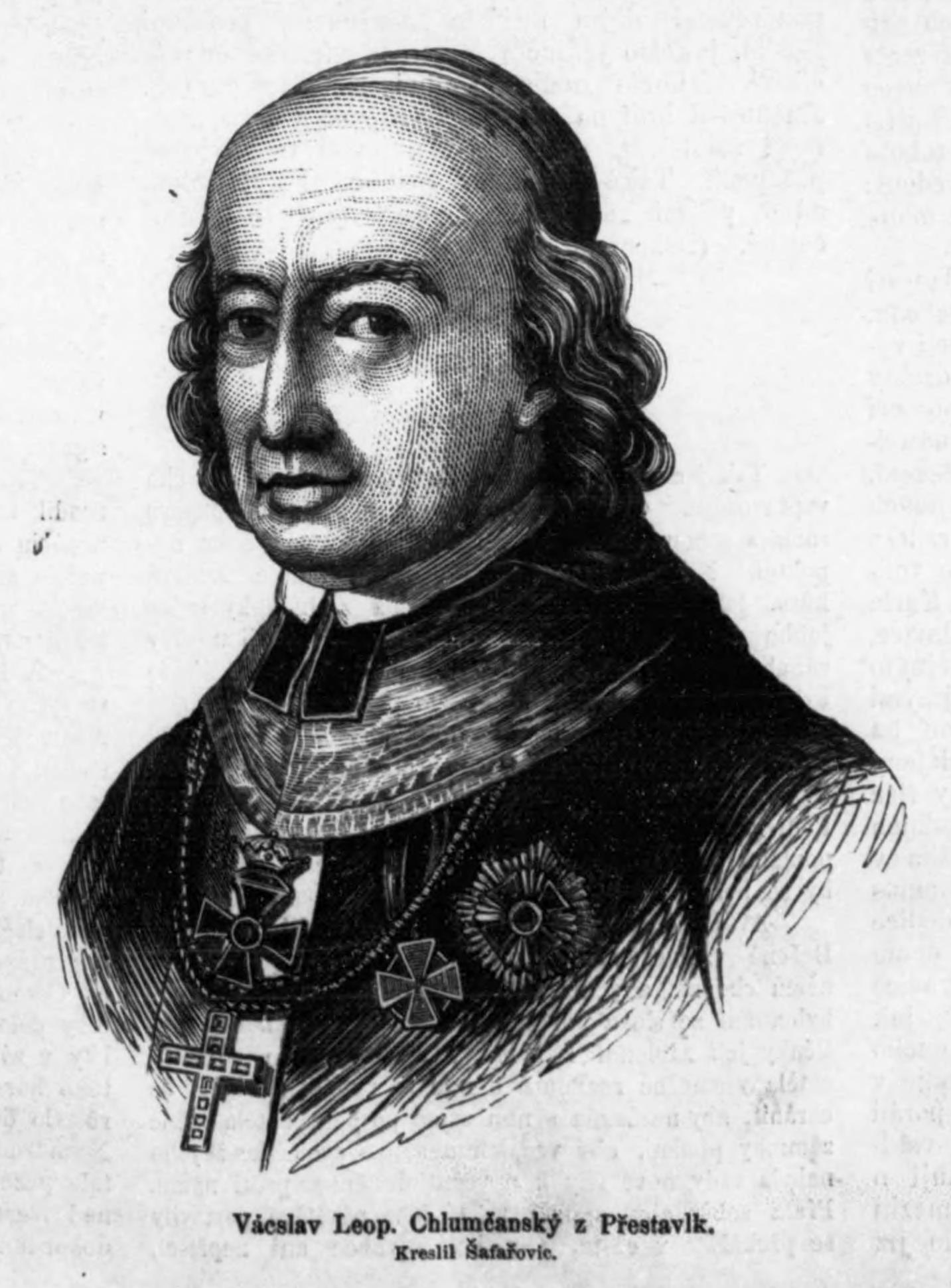
Václav Leopold Chlumčanský z Přestavlk a Chlumčan (* 1749)

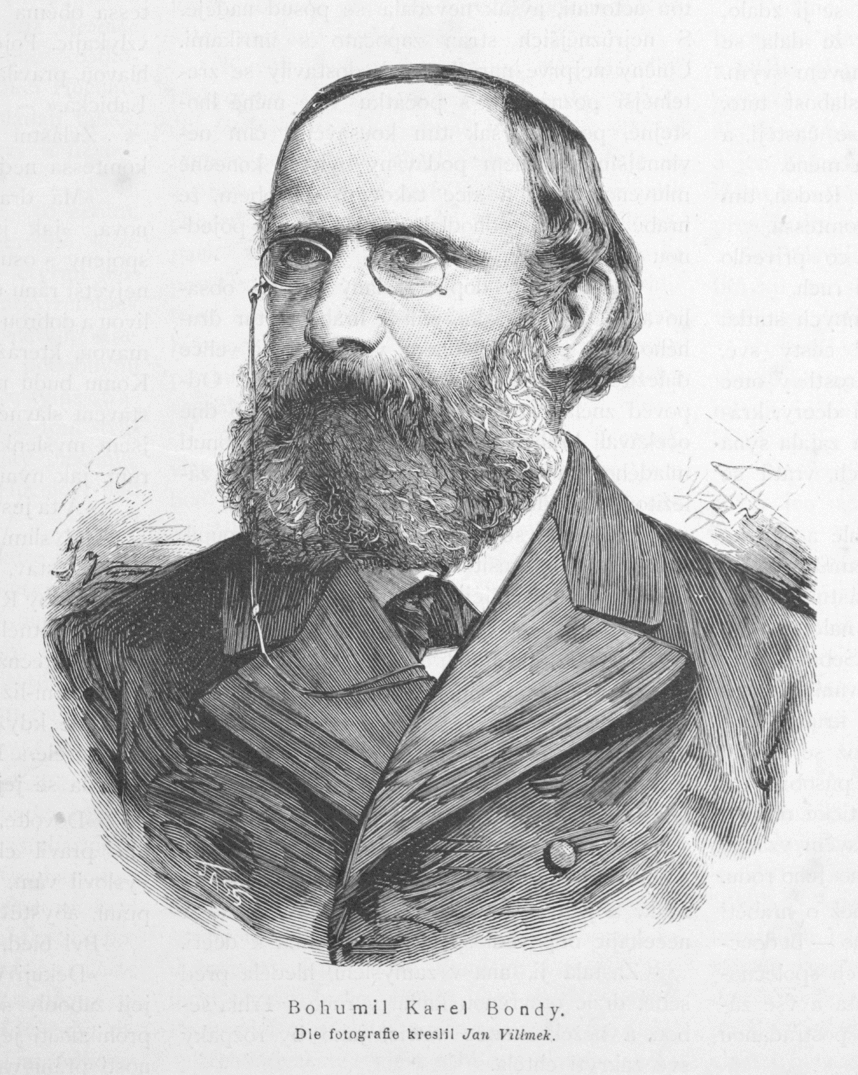
Bohumil Bondy (* 1832)

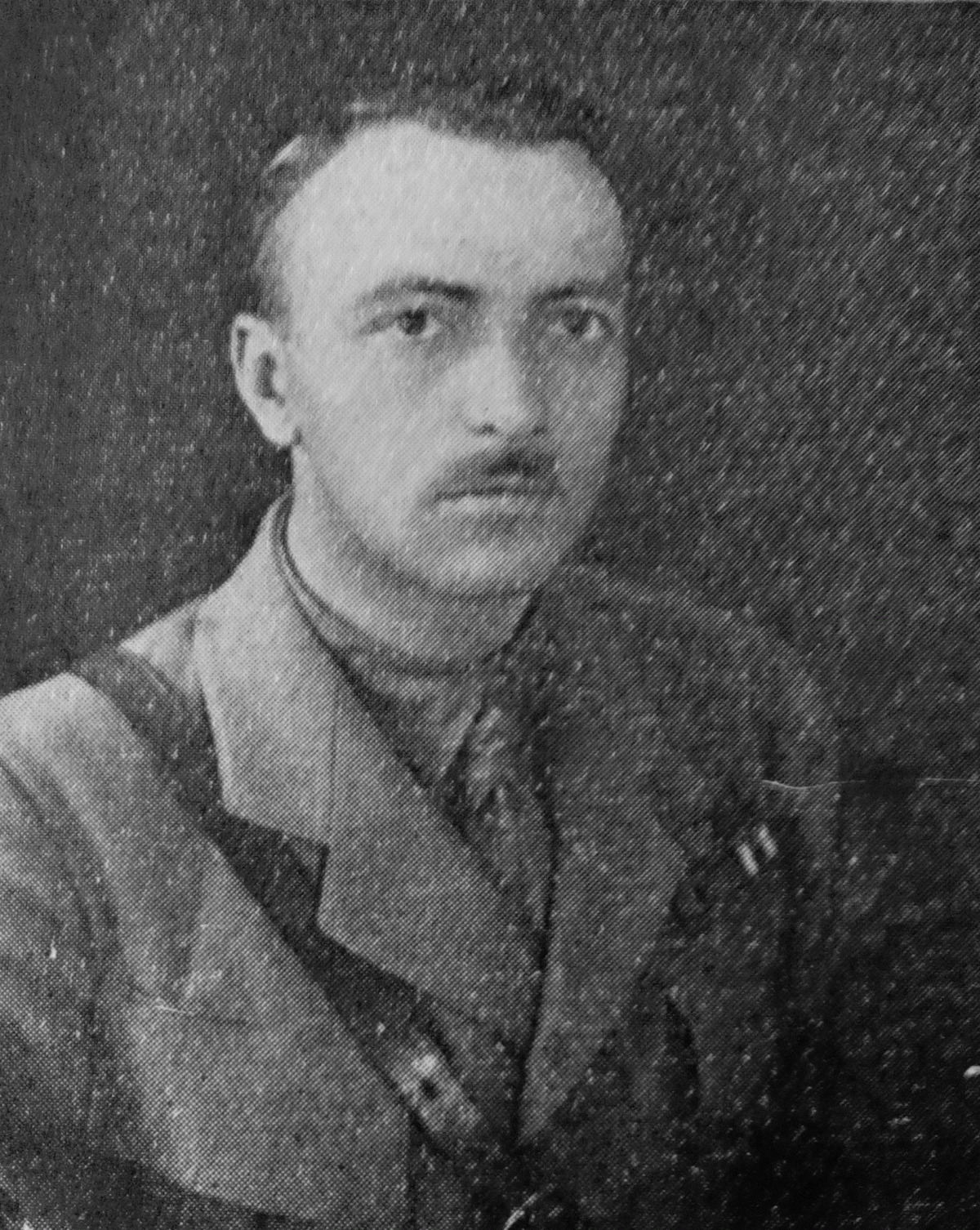
Vojtěch Vladimír Klecanda (* 1888)

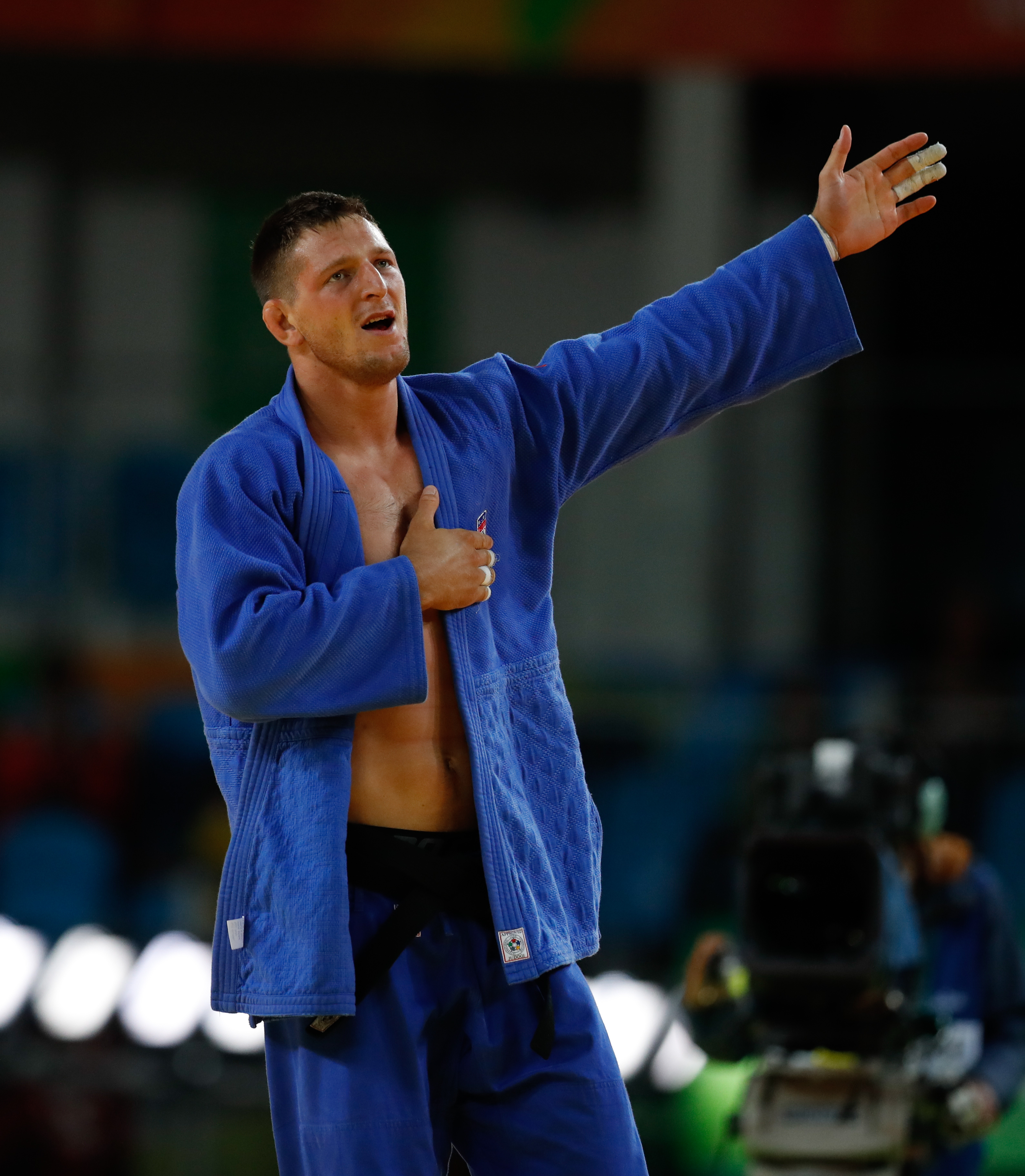
Lukáš Krpálek (* 1990)

- 1628 – Siard Falco, opat želivského kláštera († 15. listopadu 1677)
- 1705 – Josef Jan Maxmilián Kinský, šlechtic a průmyslník († 17. dubna 1780)
- 1749 – Václav Leopold Chlumčanský z Přestavlk a Chlumčan, pražský arcibiskup († 14. června 1830)
- 1785 – Leopold Kopal, lesní rada a šlechtic († 27. ledna 1872)
- 1789 – Václav Markovský, grafik, kreslíř a restaurátor († 16. října 1846)
- 1797 – Leopold Felix z Thun-Hohensteinu, šlechtic a státní úředník († 10. dubna 1877)
- 1801 – Antonín Knahl, divadelník, režisér, hudebník a obrozenec († 26. dubna 1883)
- 1812 – Karel Boleslav Štorch, spisovatel († 21. listopadu 1868)
- 1815 – Valentin Kostelník, česko-rakouský podnikatel a politik († 11. listopadu 1891)
- 1817 – František Dedera, český vysoký policejní úředník († 17. srpna 1878)
- 1821
  - František Janák, varhaník a skladatel († 3. června 1889)
  - Jan Nowopacký, malíř († 3. srpna 1908)
- 1824 – Antonín Hora, římskokatolický kněz († 15. května 1906)
- 1832 – Bohumil Bondy, rakouský a český podnikatel († 15. března 1907)
- 1837 – Josef Richter, rakouský politik německé národnosti z Čech († 1. srpna 1901)
- 1849 – František Stratil, politický představitel slezských Čechů († 22. ledna 1911)
- 1856 – Josef Kadlčák, československý politik († 27. dubna 1924)
- 1858 – Albert Redlhammer mladší, podnikatel v sklářském a bižuterním průmyslu († 15. prosince 1937)
- 1861 – Vojtěch Krž, rolník a politik († 25. února 1924)
- 1863 – Kamil Stuchlík, akademický malíř a kreslíř († 2. prosince 1940)
- 1865 – Eduard Rieger, rakouský a český novinář a politik († 28. června 1938)
- 1866 – Otmar Hrejsa, československý politik († 29. listopadu 1946)
- 1869 – Arnošt Procházka, umělecký kritik († 16. ledna 1925)
- 1874 – Bohumil Belada, architekt, stavitel a podnikatel († 31. října 1964)
- 1877 – Emanuel Lešehrad, spisovatel, básník a dramatik († 30. května 1955)
- 1880 – Antonín Žáček, novinář a překladatel († 28. září 1939)
- 1881 – Jaroslav Bruner-Dvořák, fotograf († 2. dubna 1942)
- 1882 – Karl Michler, německo-český politik († 8. října 1936)
- 1884
  - József Szentiványi, politik a meziválečný poslanec († 1. prosince 1941)
  - Božena Dapeciová, pedagožka a překladatelka († 19. březen 1959)
- 1887 – František Hněvkovský, brigádní generál († 6. května 1960)
- 1888 – Vojtěch Vladimír Klecanda, český legionář, generál († 22. dubna 1947)
- 1889 – František Fišer, akademický malíř a odborný restaurátor († 30. prosince 1957)
- 1898
  - František Čůta, chemik († 15. března 1986)
  - Vojtěch Vanický, architekt († 31. srpna 1983)
- 1900 – Emanuel Famíra, sochař, malíř a tanečník († 6. ledna 1970)
- 1908
  - Karel Jehlička, československý fotbalový reprezentant († 1988)
  - Jiří Maria Veselý, kněz a archeolog († 31. srpna 2004)
  - Otakar Klíma, orientalista a filolog († 29. listopadu 1988)
- 1909 – František Panuška, vysokoškolský pedagog, teolog a filosof († 11. února 1992)
- 1911 – Leopold Musil, voják a příslušník výsadku Tungsten († 23. října 1997)
- 1912 – František Zajíček, lyžař, skokan a běžec na lyžích († 1986)
- 1913
  - Leopold Hofman, odbojář, komunistický politik, disident († 18. ledna 1990)
  - František Bíroš, voják a výsadkář († 2. listopadu 1944)
  - Miroslav Kučera, československý politik v období normalizace († ?)
- 1914 – Rudolf Hrubec, československý voják, velitel výsadku Silica-North († 11. září 1944)
- 1918 – Ľudovít Dubovský, slovenský fotbalový útočník, reprezentant Československa († 24. května 1998)
- 1919 – Jan Habarta, sochař a pedagog († 16. prosince 1989)
- 1920 – Miloš Sýkora, ostravský odbojář (padl 30. dubna 1945)
- 1921 – Zdeněk Kroupa, operní pěvec († 7. ledna 1999)
- 1924 – Josef Rudolf Čeněk Čermák, exilový básník a historik
- 1925
  - Pavel Vondruška, herec a dirigent († 5. února 2011)
  - Leopold Buzek, politik a poúnorový poslanec Národního shromáždění ČSR († ?)
- 1929 – Jiří Likeš, český statistik († 25. listopadu 1994)
- 1931 – Zdeněk Hořínek, divadelní teoretik, dramaturg, dramatik a herec († 20. září 2014)
- 1934 – Václav Smetana, lékař a pedagog († 2. srpna 2018)
- 1936 – Pavol Removčík, slovenský a československý politik († 4. února 2009)
- 1940 – Josef Mečl, právník a komunistický politik († 2. prosince 2014)
- 1946 – Antonín Kočí, hokejový brankář
- 1948 – Tomáš Sojka, politik
- 1951
  - František Komňacký, fotbalový trenér
  - Eva Matoušková, politička a bývalá poslankyně
- 1956 – Petr Hubáček, hokejový útočník
- 1957 – Jiří Otoupalík, hokejový útočník
- 1960 – Lenka Wagnerová, politička a pedagožka
- 1961 – Jan Musil, fotbalový brankář
- 1962
  - Libor Hoppe, politik a podnikatel
  - Pavel Soukeník, sportovní střelec († 17. prosince 1988)
- 1964 – Zdeněk Ďuriš, fotbalový útočník
- 1966 – Daniel Pitek, politik, lesník a zemědělec
- 1968
  - Monika Hašková, tlumočnice, režisérka a politička
  - Lucie Zedníčková, herečka
- 1970
  - Eva Adams, zpěvačka z dua Eva a Vašek
  - Josef Kott, politik a podnikatel
  - Libor Smetana, fotbalista
- 1971
  - Martin Hájek, moderátor rádia Kiss a DJ
  - Michal Jon, cyklista a cestovatel
  - Alice Korbová, horolezkyně a skialpinistka
- 1973
  - Petr Jalowiczor, politik († 7. února 2012)
  - Jan Řehula, triatlonista
- 1974 – Jana Rázlová, běžkyně na lyžích
- 1976 – Tomáš Studeník, inovátor a městský hacker
- 1979 – Klára Jandová, herečka a dabérka
- 1986 – Miloslav Čermák, lední hokejista
- 1987 – Leopold König, profesionální silniční cyklista
- 1989
  - Aleš Bílík, divadelní a televizní herec
  - Veronika Pincová, fotbalistka
- 1990 – Lukáš Krpálek, judista, dvojnásobný olympijský vítěz
- 1999 – Daniel Vecka, lední hokejista

### Svět

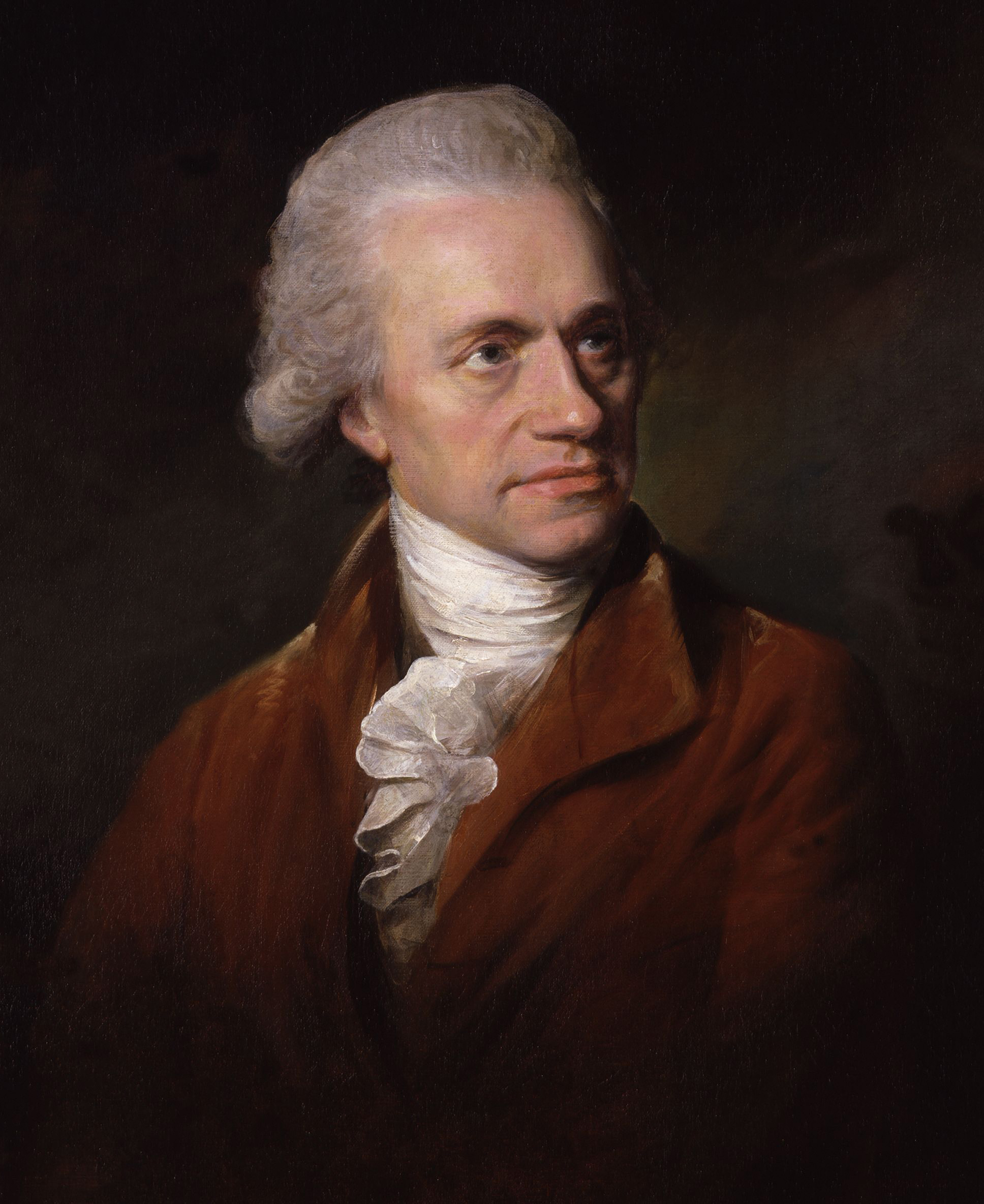
William Herschel (* 1738)

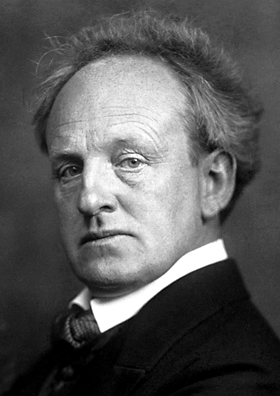
Gerhart Hauptmann (* 1862)

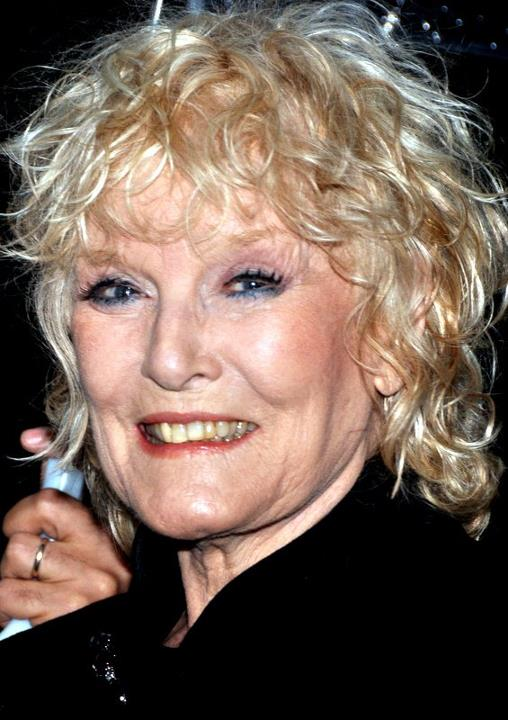
Petula Clark (* 1932)

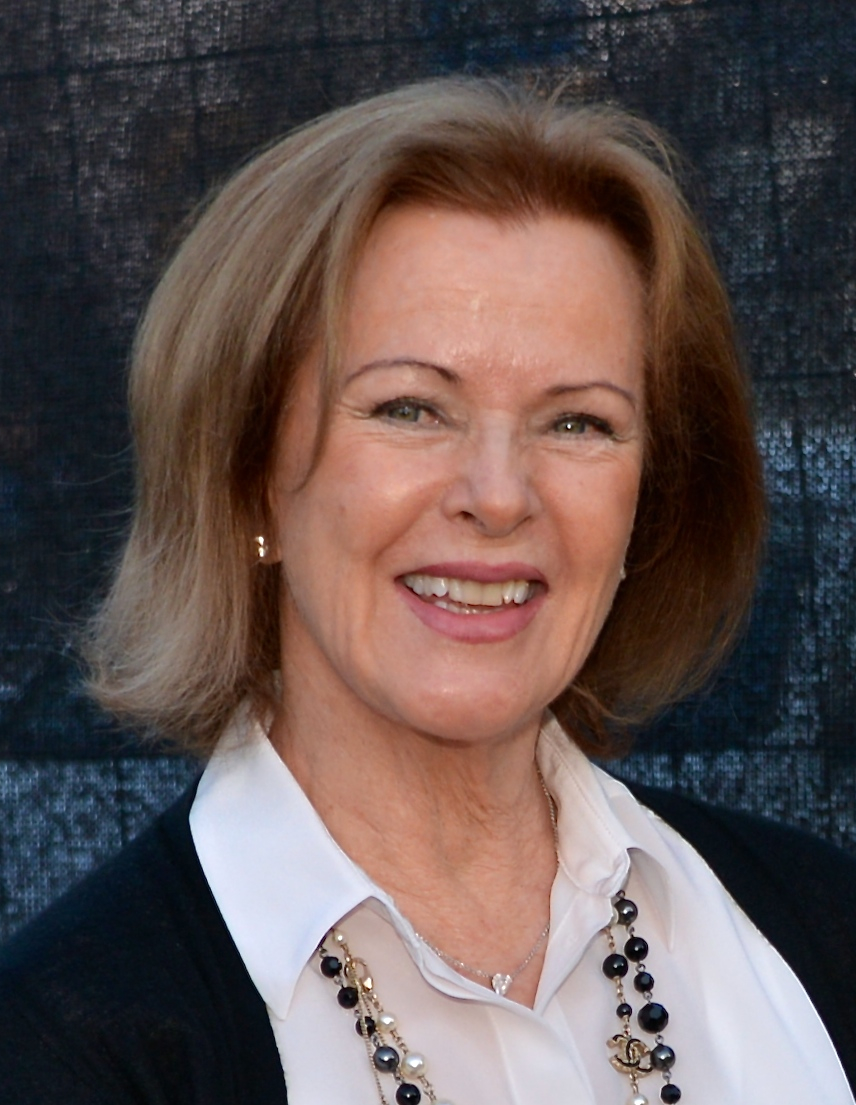
Anni-Frid Lyngstadová (* 1945)

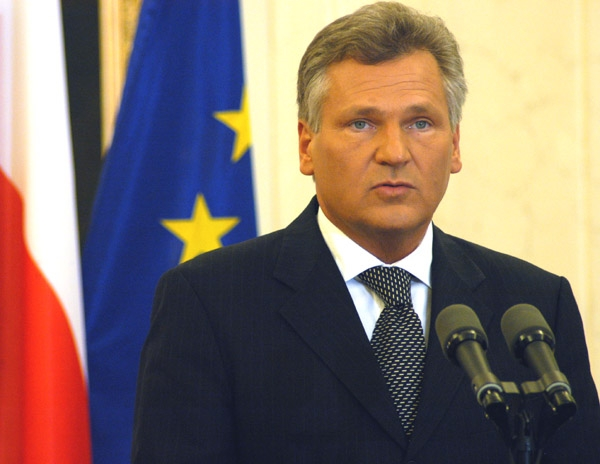
Aleksander Kwaśniewski (* 1954)

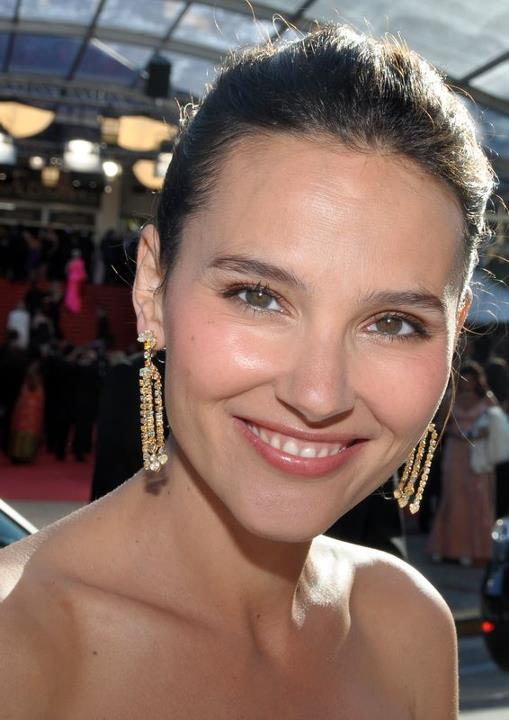
Virginie Ledoyen (* 1976)

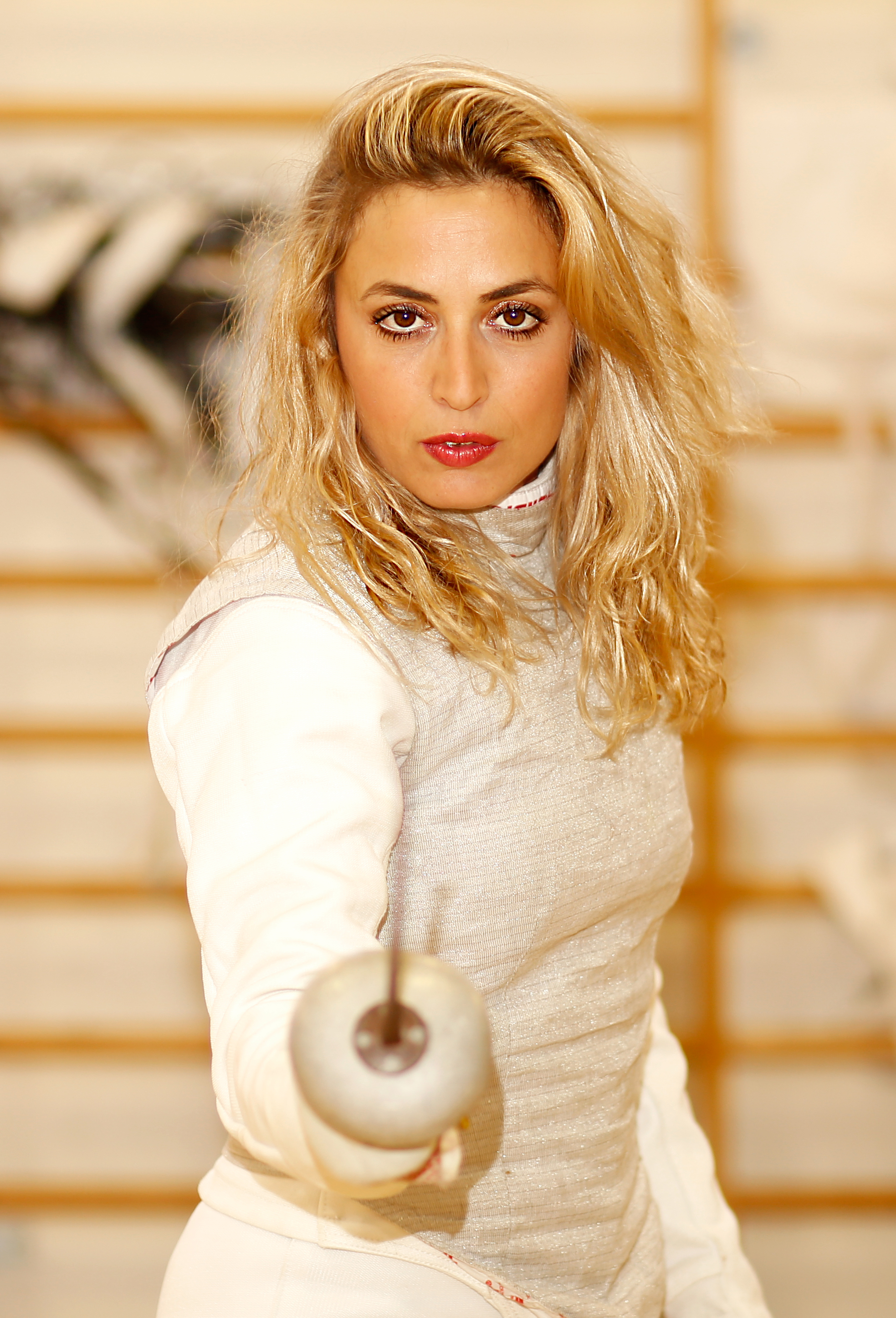
Delila Hatuelová (* 1980)

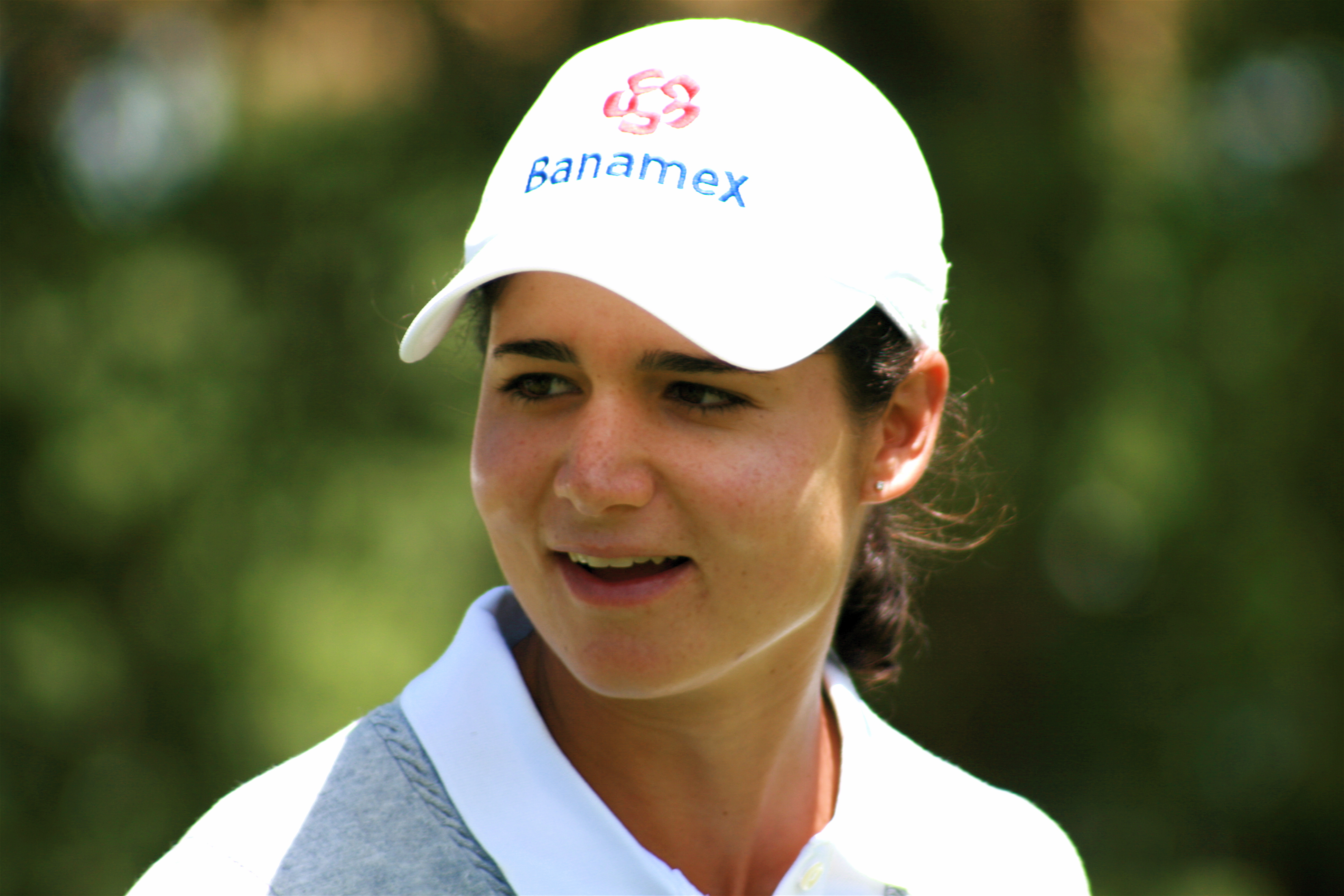
Lorena Ochoaová (* 1981)

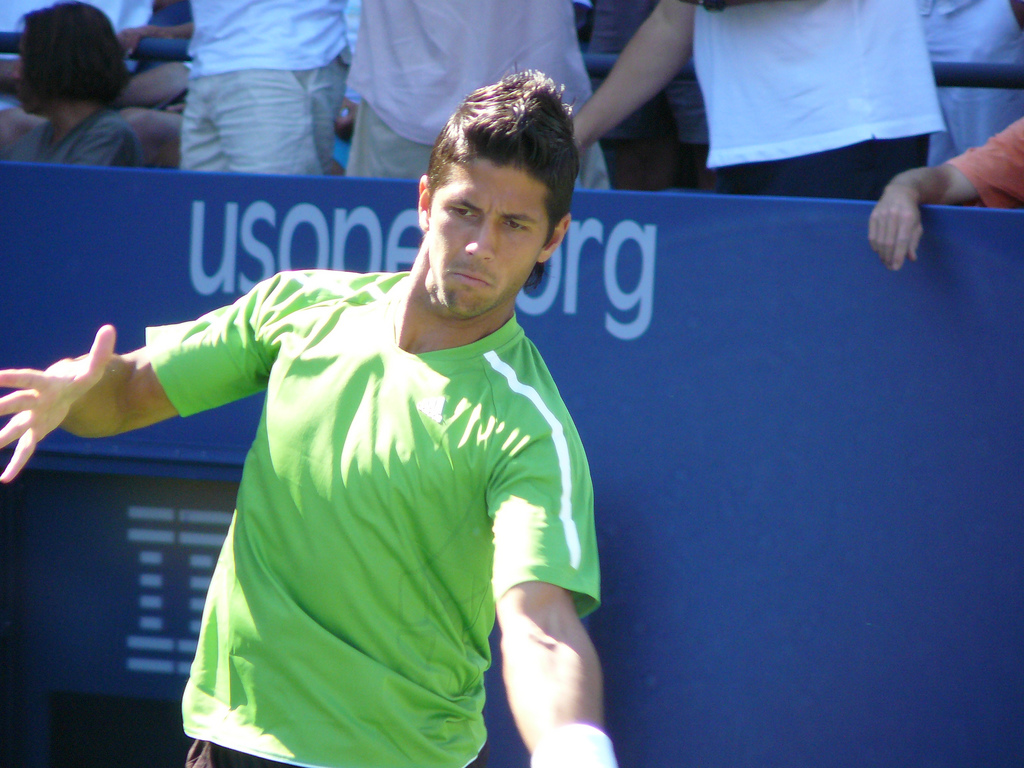
Fernando Verdasco (* 1983)

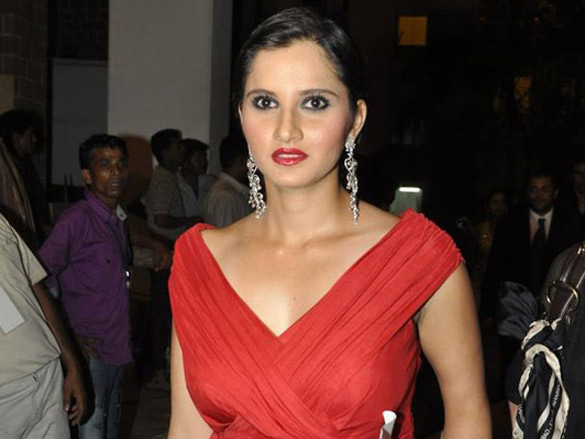
Sania Mirzaová (* 1986)

- 1316 – Jan I. Francouzský, francouzský a navarrský král († 20. listopadu 1316)
- 1397 – Papež Mikuláš V. († 24. března 1455)
- 1498 – Eleonora Habsburská, královna portugalská jako manželka Manuela I. a francouzská jako manželka Františka I. († 18. února 1558)
- 1516 – Martin Helwig, slezský (německý) kartograf († 26. ledna 1574)
- 1544 – Dorotea Zuzana Simmernská, falcká princezna a sasko-výmarská vévodkyně († 8. dubna 1592)
- 1607 – Madeleine de Scudéry, francouzská spisovatelka († 2. června 1701)
- 1635 – Markéta Jolanda Savojská, vévodkyně parmská († 29. dubna 1663)
- 1655 – Charles-Gaspard-Guillaume de Vintimille du Luc, arcibiskup pařížský († 13. března 1746)
- 1670 – Bernard Mandeville, nizozemský filozof, politický ekonom a spisovatel († 21. ledna 1733)
- 1685 – Balthasar Denner, německý malíř († 14. dubna 1749)
- 1708 – William Pitt, britský státník († 11. května 1778)
- 1738 – William Herschel, britský astronom, skladatel a stavitel dalekohledů († 25. srpna 1822)
- 1741 – Johann Kaspar Lavater, švýcarský spisovatel a protestantský pastor († 2. ledna 1801)
- 1757 – Jacques-René Hébert, francouzský revolucionář († popraven 24. března 1794)
- 1776 – Pehr Henrik Ling, švédský pedagog a spisovatel († 3. května 1839)
- 1784 – Jérôme Bonaparte, vestfálský král († 24. června 1860)
- 1793 – Michel Chasles, francouzský matematik a geometr († 8. prosince 1880)
- 1799 – Marie Anna Saská, toskánská velkovévodkyně († 24. března 1832)
- 1802 – Karl von Smola, rakouský důstojník († 14. února 1862)
- 1815 – Lorenz von Stein, německý filozof († 1890)
- 1820 – Ladislaus Karnicki, rakouský diplomat a polský šlechtic († 31. prosince 1883)
- 1822 – Ferdinand Maria Savojsko-Carignanský, sardinský princ z rodu savojských († 10. února 1855)
- 1829 – Emmy von Rhoden, německá spisovatelka († 4. července 1885)
- 1830 – Alfred William Hunt, britský malíř († 3. května 1896)
- 1834 – Marcus Reno, americký důstojník († 30. března 1889)
- 1847 – Maddalena Caterina Morano, italská blahořečená řeholnice († 26. března 1908)
- 1852 – Isabel Ferrer Sabrià, španělská římskokatolická řeholnice († 20. listopadu 1936)
- 1856 – Jozef Danielak, slovenský kněz, filolog a publicista († 5. prosince 1883)
- 1857 – Michail Vasiljevič Alexejev, ruský generál pěchoty († 25. září 1918)
- 1859
  - Oskar Bernadotte, švédský princ a hrabě z Wisborgu († 4. října 1953)
  - Karol Pollak, polský elektrotechnik a podnikatel († 17. prosince 1928)
- 1862 – Gerhart Hauptmann, německý dramatik, nositel Nobelovy ceny († 6. června 1946)
- 1868 – Ali Kadić, bosenský islámský duchovní († 15. dubna 1928)
- 1871 – Erich von Tschermak, rakouský genetik († 11. října 1962)
- 1872 – Hans Dominik, německý autor vědeckofantastických a dobrodružných románů († 9. prosince 1945)
- 1874
  - August Krogh, dánský lékař, nositel Nobelovy ceny († 13. září 1949)
  - Dimitrios Golemis, řecký atlet a bronzový olympijský medailista († 9. ledna 1941)
- 1875 – Vladimir Alexandrovič Rusanov, ruský geolog a polární badatel († 1913)
- 1876
  - Anton Rintelen, rakouský politik († 28. ledna 1946)
  - Anna de Noailles, francouzská spisovatelka rumunského původu († 30. dubna 1933)
- 1877 – Heinrich Wild, švýcarský zemědělský inženýr († 26. prosince 1951)
- 1883 – Lipót Gregorovits, maďarsko-slovenský římskokatolický duchovní († 12. prosince 1957)
- 1885 – Frederick Handley Page, britský letecký konstruktér a podnikatel († 21. dubna 1962)
- 1886 – René Guénon, francouzský spisovatel, filozof a mystik († 7. ledna 1951)
- 1887
  - Georgia O'Keeffe, americká malířka († 6. března 1986)
  - Marianne Mooreová, americká modernistická básnířka († 5. února 1972)
  - Hitoši Ašida, japonský politik († 20. června 1959)
  - Klement Šilinger, slovenský architekt († 15. ledna 1951)
- 1888 – Harald Ulrik Sverdrup, norský meteorolog, oceánograf a polárník († 21. srpna 1957)
- 1889
  - Manuel II. Portugalský, poslední portugalský král († 2. července 1932)
  - Taha Husajn, egyptský spisovatel († 28. října 1973)
- 1890 – Richmal Cromptonová, anglická spisovatelka († 11. ledna 1969)
- 1891
  - Erwin Rommel, německý polní maršál († 14. října 1944)
  - William Averell Harriman, americký politik, podnikatel a diplomat († 26. července 1986)
- 1895
  - Jisra'el Bar Jehuda, sionistický aktivista a izraelský politik († 15. listopadu 1965)
  - Olga Nikolajevna, ruská velkokněžna († zastřelena 17. července 1918)
  - Antoni Słonimski, polský spisovatel († 4. července 1976)
- 1896 – Bronisław Duch, polský generál za druhé světové války († 9. října 1980)
- 1897 – Aneurin Bevan, britský politik († 6. července 1960)
- 1899
  - Auguste Pelsmaeker, belgický fotbalista († ?)
  - Elisabeth Meyer, norská fotografka († 10. června 1968)
- 1901 – Franciszek Gajowniczek, polský odbojář († 13. března 1995)
- 1902 – Markian Popov, sovětský vojenský velitel († 22. dubna 1969)
- 1907 – Claus Schenk von Stauffenberg, strůjce neúspěšného atentátu na Hitlera († 21. července 1944)
- 1909
  - Maria Dolores Bourbonsko-Sicilská, španělská princezna († 11. května 1996)
  - Wiesław Stanisławski, polský meziválečný horolezec († 4. srpna 1933)
- 1910 – Stanislaus Kobierski, německý fotbalista († 18. listopadu 1972)
- 1913
  - František Bíroš, slovenský výsadkář († 2. listopadu 1944)
  - Jicchak Kahan, izraelský soudce († 24. dubna 1985)
- 1914
  - Petar Drapšin, jugoslávský partyzán a generálplukovník († 2. listopadu 1945)
  - Giuseppe Caprio, italský arcibiskup a kardinál († 15. října 2005)
  - Conyers Herring, americký fyzik († 23. července 2009)
- 1915 – David Stirling, zakladatel Special Air Service († 4. listopadu 1990)
- 1916 – Emil Krischke, slovenský fotbalový brankář († 24. ledna 1980)
- 1917 – Jan Larisch-Mönnich III., slezský šlechtic a realitní makléř († 7. března 1997)
- 1918
  - Ľudovít Dubovský, slovenský fotbalový útočník († 24. května 1998)
  - Adolfo Pedernera, argentinský fotbalista a trenér († 12. května 1995)
- 1919 – Salomon Morel, polský válečný zločinec († 14. února 2007)
- 1922 – Francesco Rosi, italský filmový režisér († 10. ledna 2015)
- 1923
  - Augustín Mlkvy, slovenský komunistický politik († 5. prosince 2007)
  - Văn Cao, vietnamský skladatel († 10. července 1995)
- 1924 – Sonny Lester, americký hudební producent
- 1925 – Julij Markovič Daniel, sovětský spisovatel, disident a politický vězeň († 30. prosince 1988)
- 1928 – Ján Halász, slovenský a československý politik
- 1929 – Ed Asner, americký televizní a filmový herec († 29. srpna 2021)
- 1930 – James Graham Ballard, britský spisovatel († 19. dubna 2009)
- 1931 – Mwai Kibaki, prezident Keni († 21. dubna 2022)
- 1932
  - Petula Clark, anglická zpěvačka
  - Chajim Drukman,  izraelský rabín a politik († 25. prosince 2022)
  - Alvin Plantinga, americký filozof
- 1933 – Jaroslava Blažková, slovenská spisovatelka († 20. února 2017)
- 1934
  - Peter Dickinson, anglický hudební skladatel a klavírista
  - Krikor Bedros Ghabroyan, duchovní arménské katolické církve
- 1936
  - Pavol Removčík, slovenský komunistický politik († 4. února 2009)
  - Wolf Biermann, německý písničkář
- 1937 – Little Willie John, americký R&B zpěvák († 26. května 1968)
- 1939
  - Július Polák, slovenský komunistický politik
  - Yaphet Kotto, americký herec († 15. března 2021)
- 1941 – Rick Kemp, anglický baskytarista, skladatel a hudební producent
- 1942
  - Daniel Barenboim, argentinsko-izraelsko-španělský pianista a dirigent
  - Jozef Levický, slovenský fotbalový útočník
- 1943 – Donald DeFreeze, vůdce americké organizace Symbionese Liberation Army († 17. května 1974)
- 1944 – Ignace Joseph III. Younan, syrský katolický kněz, patriarcha antiochijský
- 1945
  - Anni-Frid Lyngstadová, švédská zpěvačka (ABBA)
  - Bob Gunton, americký herec
  - Roger Donaldson, novozélandsko-americký režisér, scenárista a producent
  - Jan Karlsson, švédský zápasník
  - Sadok Sassi, tuniský fotbalista
- 1947
  - Bill Richardson, americký politik († 1. září 2023)
  - Malcolm Ranjith, srílanský kardinál
- 1948 – Jimmy Choo, malajsijský módní návrhář
- 1949
  - Arlindo Gomes Furtado, kapverdský kardinál
  - Kęstutis Šapka, litevský skokan do výšky
- 1951
  - Alexandr Bortnikov, ředitel ruské tajné služby FSB
  - Frank Infante, americký kytarista a baskytarista
- 1952
  - Nikolaj Džumagalijev, sovětský sériový vrah
  - Jozef Kakačka, slovenský místní politik († 14. listopadu 2013)
  - Randy Savage, americký profesionální wrestler († 20. května 2011)
- 1953 – Tošio Takabajaši, japonský fotbalista
- 1954
  - Aleksander Kwaśniewski, prezident Polské republiky
  - Uli Stielike, německý fotbalista
- 1955
  - Péter Farkas, maďarský spisovatel
  - Ildikó Enyediová, maďarská režisérka a scenáristka
  - Me'ir Kohen, izraelský politik
- 1956 – Éric Joisel, francouzský origamista († 10. října 2010)
- 1957
  - Oliver Andrásy, slovenský moderátor, scenárista a režisér
  - Yep Kramer, nizozemský rychlobruslař
- 1958 – Miloš Klinka, slovenský fotbalista a záložník
- 1959
  - Timothy Creamer, americký astronaut
  - Jeff Pollack, americký režisér, scenárista a producent († 23. prosince 2013)
- 1962
  - Jeroen Willems, nizozemský divadelní a filmový herec († 3. prosince 2012)
  - Kim Vilfort, dánský fotbalový záložník
  - Martin Venéni, slovenský fotbalový obránce
- 1963
  - Kumar Vishwanathan, český sociální pracovník indického původu
  - Jay Bennett, americký hudebník († 24. května 2009)
  - Tóru Sano, japonský fotbalista
- 1964
  - Branislav Varga, slovenský fotbalista
  - Tiit Sokk, estonský basketbalista
  - Madžíd Torkán, íránský zápasník
- 1965 – Rachmat Sukra, bulharský zápasník
- 1966 – Albert Pahimi Padacké, čadský politik a předseda vlády
- 1967
  - E-40, americký rapper Earl Stevens
  - Dan Găureanu, rumunský sportovní šermíř († 20. května 2017)
  - François Ozon, francouzský režisér
- 1968
  - Ol' Dirty Bastard, americký rapper († 13. listopadu 2004)
  - Deborah Jinová, americká fyzička († 15. září 2016)
- 1970
  - Karol Praženica, slovenský fotbalový obránce
  - Patrick M’Boma, kamerunský fotbalový útočník
- 1973 – Albert Portas, španělský tenista
- 1974
  - Chad Kroeger, kanadský kytarista, člen skupiny Nickelback
  - Sérgio Conceição, portugalský fotbalista
  - Ingryda Šimonytéová, litevská politička a ekonomka
- 1975 – J. C. Brandy, britská herečka
- 1976
  - Virginie Ledoyen, francouzská herečka
  - Claudia Llosaová, peruánská filmová režisérka a scenáristka
- 1977
  - Richard Lintner, slovenský hokejový obránce
  - Jon Hurwitz, americký scenárista a režisér
  - Peter Phillips, britský aristokrat a člen královské rodiny
- 1978
  - Čou Čchun-siou, čínská atletka, běžkyně
  - Jozef Karika, slovenský spisovatel
  - Dirty South, srbsko-australský DJ
- 1979 – Josemi (José Miguel González Rey), španělský fotbalový obránce
- 1980 – Delila Hatuelová, izraelská šermířka
- 1981 – Lorena Ochoaová, mexická golfistka
- 1982
  - Yaya DaCosta, americká herečka a modelka
  - Clemens J. Setz, rakouský spisovatel
- 1983
  - Johnny Heitinga, nizozemský fotbalista
  - Fernando Verdasco, španělský tenista
  - Laura Smet, francouzská herečka
  - Sophia Di Martino, anglická herečka
- 1984 – Katarina Bulatovićová, černohorská házenkářka
- 1985
  - Lily Aldridgeová, americká modelka
  - Claas Relotius, německý novinář
- 1986
  - Éder Citadin Martins, brazilsko-italský fotbalový útočník
  - Sania Mirzaová, indická tenistka
  - Jeffree Star, americký módní návrhář a hudebník
- 1987 – Marco Pappa, guatemalský fotbalový útočník
- 1988
  - B.o.B, americký rapper Bobby Ray Simmons
  - Nicolas Isimat-Mirin, francouzský fotbalový obránce
  - Ján Harbuľák, slovenský fotbalový obránce
  - Morgan Parra, francouzský ragbista
- 1990 – Lonneke Slöetjes, nizozemská volejbalistka
- 1991
  - Nicolas Isimat-Mirin, francouzský fotbalový obránce
  - Shailene Woodley, americká herečka
- 1992
  - Jody Lukoki, nizozemsko-konžský fotbalový záložník († 9. května 2022)
  - Sofia Goggiová, italská alpská lyžařka
  - Kevin Wimmer, rakouský fotbalista
- 1993 – Paulo Dybala, argentinský fotbalista
- 1994
  - Jekatěrina Alexandrovová, ruská tenistka
  - Emma Dumont, americká herečka, modelka a tanečnice
- 1996
  - Demi Volleringová, nizozemská silniční cyklistka
  - Antoine Dupont, francouzský ragbista
- 1997
  - Leelah Alcorn, americká transsexuální dívka († 28. prosinec 2014)
  - Paula Badosová, španělská profesionální tenistka
  - Emmanuel Dennis, nigerijský fotbalista
- 2001 – Juan Manuel Cerúndulo, argentinský tenista

## Úmrtí

### Česko

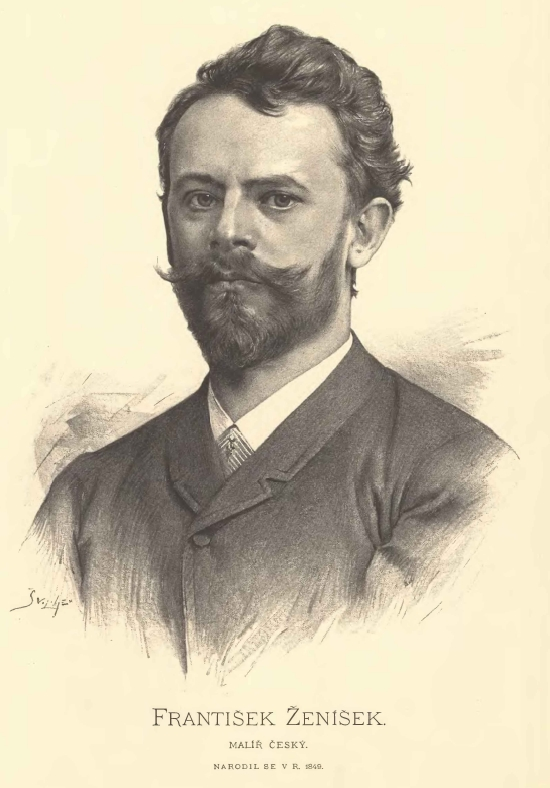
František Ženíšek († 1916)

- 1436 – Vilém Kostka z Postupic, zástupce husitských šlechticů (* ?)
- 1677 – Siard Falco, opat želivského kláštera (* 15. listopadu 1628)
- 1750 – Václav Goldhammer, varhanář působící ve Znojmě (* asi 1684)
- 1816 – František Jan Vavák, spisovatel – písmák (* 1741)
- 1831 – Vincenc Mašek, hudební skladatel, pedagog a vydavatel (* 5. dubna 1755)
- 1835 – František Kristian Waldherr, malíř a výtvarný pedagog (* 27. října 1784)
- 1848 – Alois Václav z Kounic, moravský šlechtic a rakouský diplomat (* 19. června 1774)
- 1865 – Jindřich Fügner, sportovec, zakladatel Sokola (* 12. září 1822)
- 1883 – Josef Barák, novinář a spisovatel (* 26. ledna 1833)
- 1886 – Sigismund Vašátko, advokát a sběratel lidových písní (* 12. srpna 1831)
- 1891 – Richard Clam-Martinic, rakousko-český šlechtic (* 12. března 1832)
- 1913 – Antonín Frič, přírodovědec (* 30. července 1832)
- 1914 – Josef Šusta, rybníkář (* 26. listopadu 1835)
- 1916 – František Ženíšek, malíř (* 25. května 1849)
- 1920 – Josef Mauder, český sochař a malíř (* 1. prosince 1854)
- 1922 – Oldřich Seykora, český novinář a spisovatel (* 2. března 1857)
- 1924 – Jakub Schikaneder, malíř (* 27. února 1855)
- 1926 – František Bobek-Sedličanský, pedagog a spisovatel (* 22. září 1848)
- 1940
  - Josef Kovařík, rakousko-český politik (* 27. února 1855)
  - Johanna Mugrauer, německo-česká divadelní pěvkyně (* 28. března 1869)
- 1950 – Jan Pelikán, československý politik (* 4. května 1878)
- 1956 – Alén Diviš, malíř a ilustrátor (* 26. dubna 1900)
- 1967 – Stanislav Lom, dramatik a spisovatel (* 13. listopadu 1883)
- 1971 – Antonín Kybal, textilní výtvarník (* 25. března 1901)
- 1982
  - Vlasta Štursová-Suková, architektka a návrhářka (* 1. června 1912)
  - Jaromír Skála, fotbalista (* 15. července 1907)
- 1986 – Johann Wolfgang Brügel, československý právník a historik německé národnosti (* 3. července 1905)
- 1990
  - Jaroslav Knížka, inženýr a politik z KSČ (* 25. července 1916)
  - Miroslav Peterka, fotograf (* 1. prosince 1924)
- 1991 – Zdeněk Tikal, australský hokejista českého původu (* 15. června 1929)
- 1994 – Zdeněk Kupka, první primátor Ostravy (* 13. listopadu 1924)
- 1996 – Lubomír Nový, filozof, sociolog a pedagog (* 15. dubna 1930)
- 2000 – Václav Horák, československý fotbalový reprezentant (* 27. září 1912)
- 2001 – Jindřich Jindra, fotbalista a brankář (* 19. května 1936)
- 2003 – Jiří Vala, herec (* 27. listopadu 1926)
- 2005 – Miroslav Zavadil, politik komunistické strany (* 9. ledna 1932)
- 2007 – Miroslav Jaškovský, horolezec a zasloužilý mistr sportu (* 2. června 1926)
- 2008 – Božena Šustrová, filmová herečka (* 15. října 1915)
- 2009
  - František Kressa, nábytkový odborník (* 4. prosince 1921)
  - Stella Májová, herečka, operetní a muzikálová zpěvačka (* 19. července 1923)
- 2011 – František Adamec, katolický kněz a komunistický politický vězeň (* 28. února 1922)
- 2012 – Ladislav Kyselák, český violista a pedagog (* 27. června 1956)
- 2013 – Bedřich Macenauer, dirigent a sbormistr (* 8. dubna 1929)
- 2014
  - Jiří Urbanec, český literární historik (* 25. května 1932)
  - František Mikolášek, spisovatel (* 19. února 1924)
- 2016
  - Ivan Dřímal, moravský politik (* 6. října 1936)
  - Jaroslav Ptáček, římskokatolický kněz (* 5. dubna 1928)
- 2017
  - Jaroslav Šmíd, herec (* 25. září 1970)
  - Jaroslav Vaněk, americký ekonom českého původu (* 20. dubna 1930)
- 2018 – Přemysl Krpec, fotbalový útočník (* 2. června 1981)
- 2019
  - Vojtěch Jasný, scenárista, filmový režisér, fotograf a vysokoškolský pedagog (* 25. listopadu 1925)
  - Josef Hasil, československý převaděč a agent americké zpravodajské služby CIC (* 8. února 1924)
- 2022 – Jaromír Jágr starší, český hokejista a sportovní funkcionář, otec Jaromíra Jágra (* 9. září 1940)

### Svět

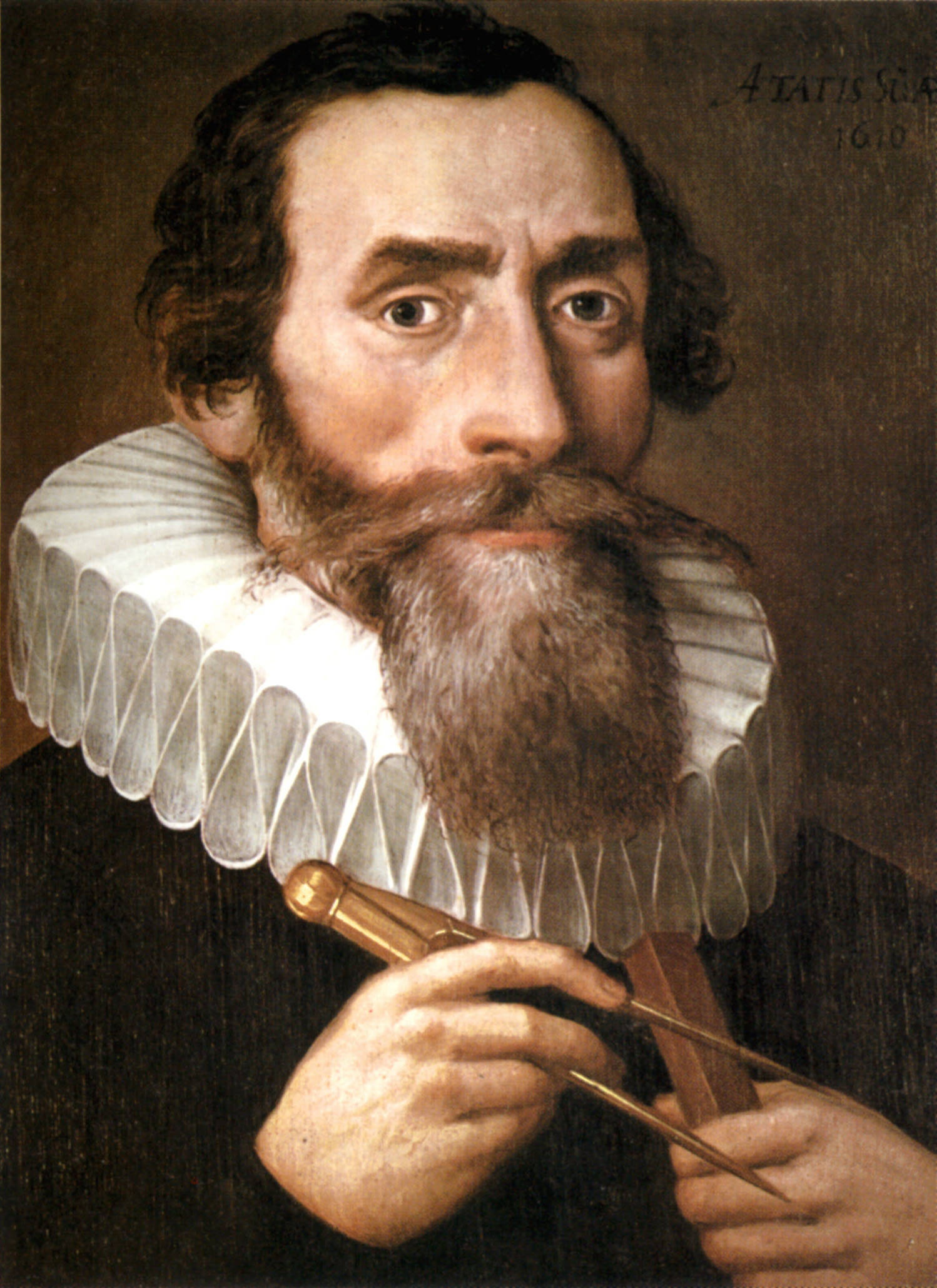
Johannes Kepler († 1630)

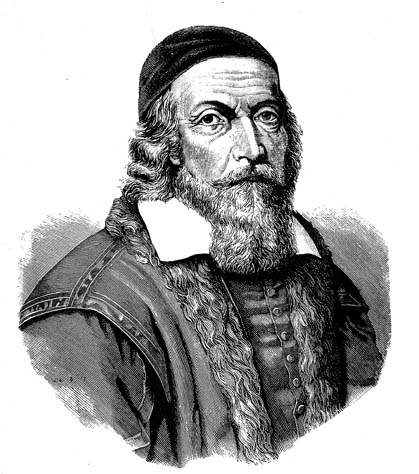
Jan Amos Komenský († 1670)

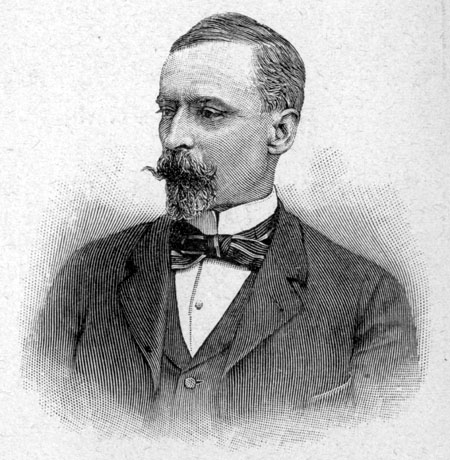
Henryk Sienkiewicz († 1916)

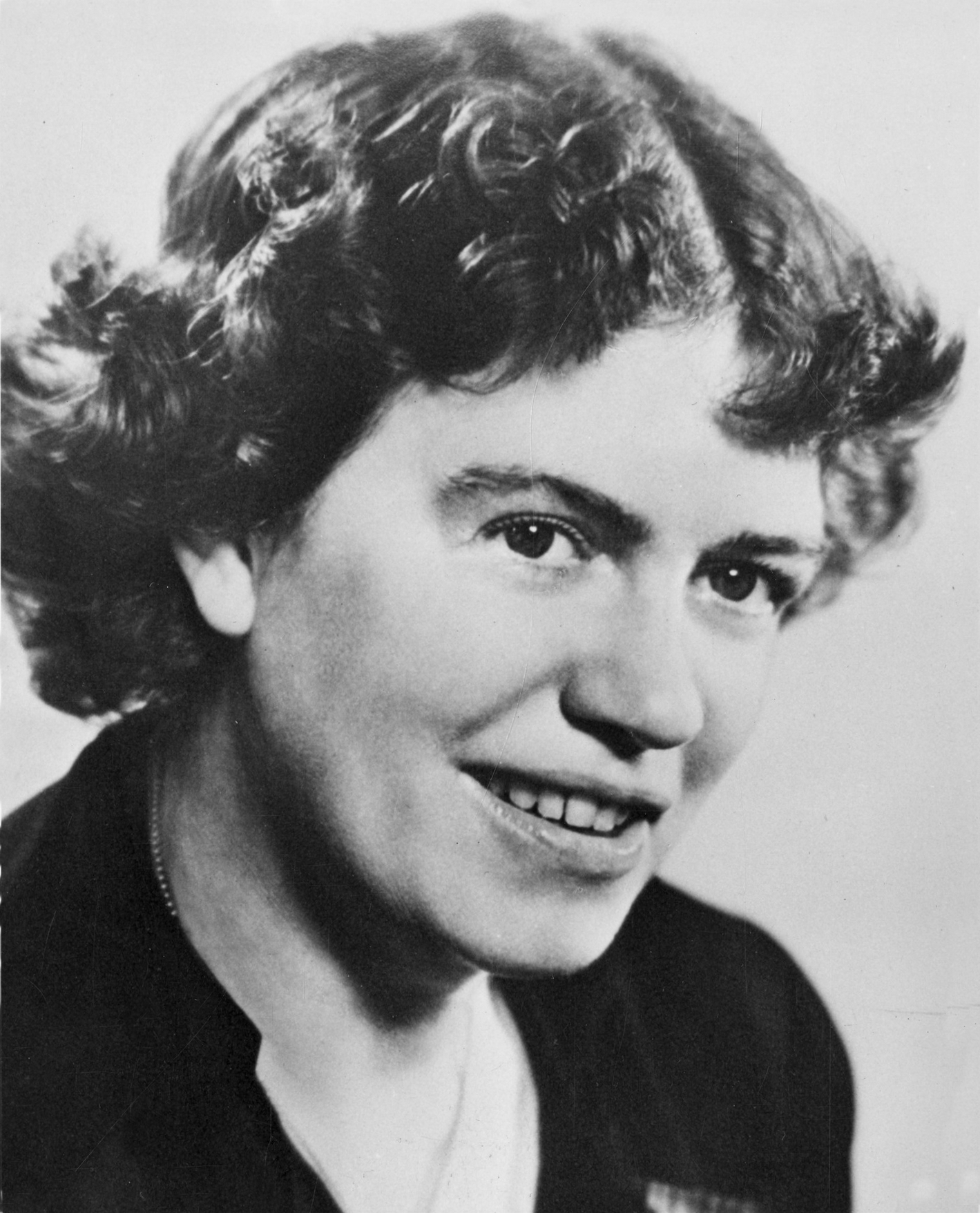
Margaret Meadová († 1978)

- 607 – Bonifác III., 66. papež (* ?)
- 1028 – Konstantin VIII., byzantský císař (* okolo 960)
- 1136 – Leopold III. Babenberský, markrabě rakouský (* 1073)
- 1176 – Evrard z Barres, třetí velmistr řádu templářů (* ?)
- 1184 – Beatrix Burgundská, římská císařovna jako manželka Fridricha Barbarossy (* 1143/1147)
- 1194 – Markéta I. Flanderská, belgická hraběnka (* 1145)
- 1280 – sv. Albert Veliký, teolog (1193 nebo 1206/1207)
- 1347 – Jakub I. z Urgellu, aragonský infant a hrabě z Urgellu (* 1321)
- 1351 – Johana z Pfirtu, rakouská vévodkyně (* 1300)
- 1379 – Ota V. Bavorský, bavorský vévoda (* 1346 nebo 1347)
- 1469 – Markéta z Baux, italská šlechtična (* 1394)
- 1527 – Kateřina z Yorku, hraběnka z Devonu a dcera krále Eduarda IV. (* 14. srpna 1479)
- 1594 – Martin Frobisher, anglický námořní objevitel (* asi 1535)
- 1606 – Erasmus Habermehl, vynálezce a konstruktér hodin, astronomických a geodetických přístrojů  (* 1538)
- 1614 – Kateřina, vévodkyně z Braganzy, portugalská infantka (* 18. ledna 1540)
- 1621 – Albrecht VII. Habsburský, nizozemský guvernér, portugalský místokrál (* 13. listopadu 1559)
- 1629 – Gabriel Betlen, sedmihradský kníže (* 1580)
- 1630 – Johannes Kepler, astronom, matematik a fyzik (* 27. prosince 1571)
- 1670 – Jan Amos Komenský (* 28. března 1592)
- 1691 – Aelbert Cuyp, holandský malíř (* 20. října 1620)
- 1705 – Dorotea Šarlota Braniborsko-Ansbašská, německá šlechtična (* 28. listopadu 1661)
- 1706 – Cchangjang Gjamccho, 6. tibetský dalajlama (* 1683)
- 1712 – James Hamilton, 4. vévoda z Hamiltonu, skotský šlechtic (* 11. dubna 1658)
- 1716 – François Louis de Rousselet Châteaurenault, francouzský admirál (* 22. září 1637)
- 1739 – Thomas Wentworth, 1. hrabě ze Straffordu, britský šlechtic (* 17. září 1672)
- 1783
  - Adam František z Hartigu, rakouský diplomat (* 25. března 1724)
  - John Hanson, americký politik a obchodník (* 14. dubna 1721)
- 1787 – Christoph Willibald Gluck, německý skladatel a reformátor opery (* 2. července 1714)
- 1793 – Jean-Marie Roland de La Platiére, francouzský politik (* 18. února 1734)
- 1794
  - Paisij Veličkovskij, ukrajinský pravoslavný světec (* 21. prosince 1722)
  - Marie Františka Falcko-Sulzbašská, německá šlechtična a falckraběnka (* 15. června 1724)
  - John Witherspoon, skotsko-americký presbyteriánský teolog (* 5. února 1723)
- 1801
  - Marie Klementina Habsbursko-Lotrinská, rakouská arcivévodkyně a neapolská princezna (* 24. dubna 1777)
  - Kristian August Seilern, rakouský diplomat a státník (* 22. dubna 1717)
- 1802 – George Romney, britský malíř (* 15. prosince 1734)
- 1808 – Mustafa IV., turecký sultán (* 8. září 1779)
- 1823 – Luigi Caruso, italský hudební skladatel (* 25. září 1754)
- 1828 – Amálie Zweibrückensko-Birkenfeldská, saská královna a varšavská vévodkyně (* 10. května 1752)
- 1839 – William Murdoch, skotský inženýr a vynálezce (* 21. srpna 1754)
- 1853 – Marie II. Portugalská, portugalská královna (* 4. dubna 1819)
- 1863 – Frederik VII., dánský král (* 6. října 1808)
- 1883 – John Lawrence LeConte, americký entomolog (* 13. května 1825)
- 1888 – Maxmilián Josef Bavorský, bavorský vévoda (* 4. prosince 1808)
- 1891 – Jozef Linning, belgický malíř a rytec (* 15. května 1815)
- 1903 – Ján Nepomuk Bobula, slovenský podnikatel, politik a publicista (* 15. března 1844)
- 1904 – Thomas Baring, 1. hrabě Northbrook, britský státník (* 22. ledna 1826)
- 1905 – Ivan Michajlovič Sečenov, ruský fyziolog a neurolog (* 13. srpna 1829)
- 1908 – Cch'-si, vládkyně Číny z dynastie Čching (* 29. listopadu 1835)
- 1910 – Wilhelm Raabe, německý spisovatel (* 8. září 1831)
- 1912 – Dmitrij Narkisovič Mamin-Sibirjak, ruský prozaik a dramatik (* 6. listopadu 1852)
- 1914 – Julius Magg, rakouský právník a politik (* 22. dubna 1837)
- 1916 – Henryk Sienkiewicz, polský spisovatel, nositel Nobelovy ceny (* 5. května 1846)
- 1917
  - Émile Durkheim, francouzský sociolog (* 15. dubna 1858)
  - Oswald Chambers, skotský protestantský kazatel (* 24. července 1874)
  - Neil Primrose, britský politik a důstojník (* 14. prosince 1882)
- 1919
  - Alfred Werner, německý chemik, nositel Nobelovy ceny (* 12. prosince 1866)
  - Michail Osipovič Dolivo-Dobrovolskij, vynálezce rusko-polského původu (* 2. ledna 1862)
- 1928 – Thomas Chrowder Chamberlin, americký geolog (* 25. září 1843)
- 1937 – Eero Järnefelt, finský malíř a profesor umění (* 8. listopadu 1863)
- 1938 – André Blondel, francouzský fyzik (* 28. srpna 1863)
- 1939 – Jozef Buday, československý politik slovenské národnosti (* 28. ledna 1877)
- 1943 – Louisa Garrett Andersonová, britská průkopnice ve zdravotnictví (* 28. července 1873)
- 1944
  - Kurt Gerron, německý herec a režisér (* 11. května 1897)
  - Edith Durham, britská cestovatelka (* 8. prosince 1863)
- 1951 – Frank Weston Benson, americký umělec (* 24. března 1862)
- 1954
  - Lionel Barrymore, americký herec a režisér (* 28. dubna 1878)
  - Stig Dagerman, švédský spisovatel a novinář (* 5. října 1923)
- 1955 – Lloyd Bacon, americký filmový režisér (* 4. prosince 1889)
- 1959
  - Max Sillig, švýcarský hokejista, prezident Mezinárodní hokejové federace (* 19. listopadu 1873)
  - Charles Thomson Rees Wilson, skotský lékař, nositel Nobelovy ceny (* 14. února 1869)
  - Stevan Moljević, srbský právník a jugoslávský politik (* 6. ledna 1888)
- 1967 – Ernle Chatfield, britský admirál (* 27. září 1873)
- 1968 – Charles Bacon, americký běžec, olympijský vítěz v běhu na 400 metrů překážek (* 9. ledna 1885)
- 1971 – Viljam Genrichovič Fišer (Rudolf Ivanovič Abel), ruský špion v USA (* 11. července 1903)
- 1972 – William Ross Ashby, britský průkopník kybernetiky (* 6. září 1903)
- 1976 – Jean Gabin, francouzský herec (* 17. května 1904)
- 1977 – Charlotte, vévodkyně z Valentinois, monacká dědičná kněžna (* 30. září 1898)
- 1978 – Margaret Meadová, americká antropoložka (* 16. prosince 1901)
- 1980 – Harri Larva, finský olympijský vítěz v běhu na 1500 metrů z roku 1928 (* 9. září 1906)
- 1982 – Allen Woodring, americký sprinter, olympijský vítěz v běhu na 200 metrů z roku 1920 (* 15. února 1898)
- 1985 – Meret Oppenheim, švýcarsko-německá výtvarnice, modelka a fotografka (* 6. října 1913)
- 1986
  - Alexandre Tansman, polský skladatel a klavírní virtuóz (* 11. června 1897)
  - Louis François, francouzský zápasník (* 24. července 1906)
- 1987 – Ernő Goldfinger, architekt maďarského původu (* 11. listopadu 1902)
- 1988
  - Mirko Kokotović, chorvatský fotbalový záložník (* 15. dubna 1913)
  - Ernst Koref, rakouský politik (* 11. března 1891)
- 1990 – Gid'on Hausner, izraelský generální prokurátor (* 26. září 1915)
- 1996 – Alger Hiss, americký diplomat, špion SSSR (* 11. listopadu 1904)
- 1998 – Stokely Carmichael, organizátor afroamerického hnutí za občanská práva (* 29. června 1941)
- 2000 – Pietro Pasinati, italský fotbalista a trenér (* 21. července 1910)
- 2001 – Edwin H. Colbert, americký vertebrální paleontolog (* 28. září 1905)
- 2002 – Son Ki-džong, korejský olympijský vítěz v maratonu z roku 1936 (* 29. srpna 1912)
- 2005
  - Arto Salminen, finský spisovatel (* 22. října 1959)
  - Roy Brooks, americký bubeník (* 9. března 1938)
- 2009
  - Karol Galba, slovenský fotbalový rozhodčí (* 2. února 1921)
  - Pierre Harmel, premiér Belgie (* 16. března 1911)
  - Jocelyn Quivrin, francouzský herec (* 14. února 1979)
- 2011 – Moogy Klingman, americký hudebník (* 7. září 1950)
- 2012 – Théophile Abega, kamerunský fotbalový záložník (* 9. července 1954)
- 2013
  - Glafkos Klerides, prezident Kyperské republiky (* 24. dubna 1919)
  - Raimondo D'Inzeo, italský reprezentant v jezdectví (* 8. února 1925)
- 2014
  - Lucien Clergue, francouzský fotograf (* 14. srpna 1934)
  - Joseph Hafele, americký fyzik (* 25. července 1933)
  - Emanuel Minos, norský letniční kazatel (* 11. června 1925)
  - Nisim Eli'ad, izraelský politik (* 1. července 1919)
- 2015
  - P. F. Sloan, americký zpěvák a kytarista (* 18. září 1945)
  - Dora Doll, francouzská herečka (* 19. května 1922)
- 2016
  - Mosse Allison, americký klavírista a zpěvák (* 11. listopadu 1926)
  - Bobby Campbell, severoirský fotbalista (* 13. září 1956)
- 2017
  - Lil Peep, americký zpěvák (* 1. listopadu 1996)
  - Frans Krajcberg, brazilský umělec polského původu (* 12. května 1921)
- 2018
  - Žores Medveděv, ruský biolog a lidskoprávní aktivista (* 14. listopadu 1925)
  - Jan Persson, dánský fotograf (* 22. července 1943)
- 2019 – Harrison Dillard, americký atlet a sprinter (* 8. července 1923)
- 2020
  - Ray Clemence, anglický fotbalový brankář (* 5. srpna 1948)
  - Rudolf Kippenhahn, německý astrofyzik (* 24. května 1926)
  - Raúl Eduardo Vela Chiriboga, ekvádorský římskokatolický kněz (* 1. ledna 1934)

## Svátky

### Česko
| 15. listopad v pražském KlementinuÚdaje jsou platné k 8. 7. 2025. | 15. listopad v pražském KlementinuÚdaje jsou platné k 8. 7. 2025. | 15. listopad v pražském KlementinuÚdaje jsou platné k 8. 7. 2025. |
| minimum                                                           | denní průměr                                                      | maximum                                                           |
| ----------------------------------------------------------------- | ----------------------------------------------------------------- | ----------------------------------------------------------------- |
| −8,0 °C (1983)                                                    | 4,4 °C (od 1961)                                                  | 16,4 °C (2006)                                                    |

- Leopold, Leopolda, Leopoldýna
- Albert

Katolický kalendář
- Svatý Albert Veliký

### Svět
- Den vězněných spisovatelů
- Mezinárodní den prevence a boje proti všem formám nadnárodního organizovaného zločinu
- Palestina: Státní svátek (den nezávislosti)
- Belgie: Královský den (nizozemsky Koningsdag)
- Brazílie: Státní svátek (Den vzniku Brazílie)